# Museo de Bellas Artes de Asturias

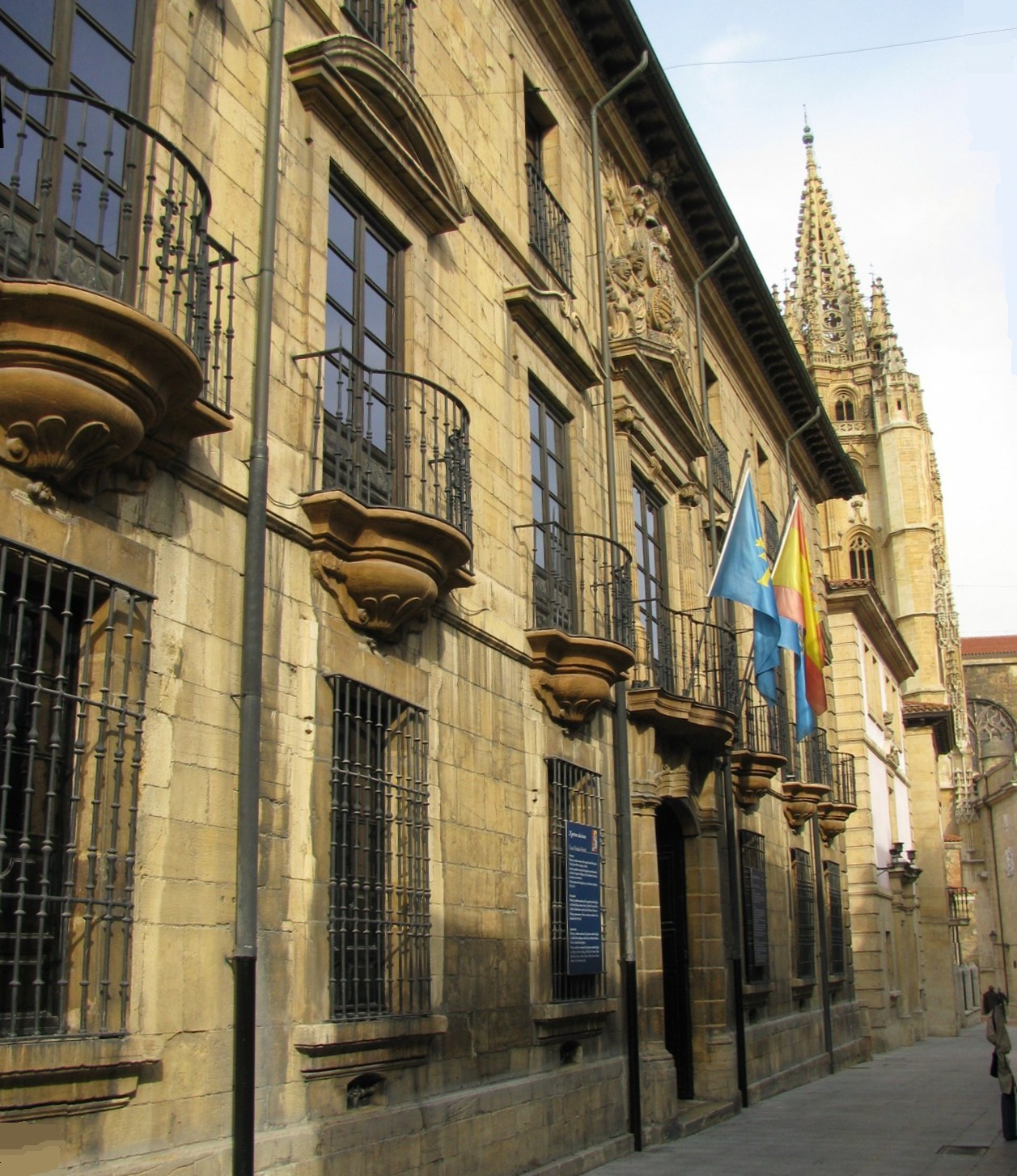

Het Museo de Bellas Artes de Asturias is een kunstmuseum in het Spaanse Oviedo. Het museum omvat drie historische gebouwen: het Palacio de Velarde, het Casa de Oviedo-Portal het Casa de Solís-Carbaja. Het museum werd gesticht in 1980 en uitgebreid in 2015. Tot de collectie behoren schilderijen van Francisco de Goya, El Greco, Pablo Picasso, María Blanchard, Carreño Miranda, José de Ribera, Italiaanse en Vlaamse retabels. 